# 芝田徹心
芝田 徹心（しばた てっしん、1879年〈明治12年〉2月25日 - 1950年〈昭和25年〉2月6日）は、日本の文部官僚。女子学習院長。宮中顧問官。

## 経歴
三重県三重郡四郷村（現在の四日市市）出身。三重県尋常中学校、第四高等学校を経て1903年（明治36年）に東京帝国大学文科大学哲学科を卒業し、大学院で宗教哲学・倫理学を専攻した。高輪中学校教諭、順天中学校教諭、高輪仏教大学教授、日蓮宗大学教授、曹洞宗大学教授、第八高等学校講師、同教授・教務課長、愛知医学専門学校講師を務めた。さらに文部省督学官、第八高等学校校長、文部省図書局長を歴任。1936年（昭和11年）、東京美術学校校長に就任し、1940年（昭和15年）に女子学習院長に転じた。1945年（昭和20年）に退官して宮中顧問官となった。心臓弁塞により死去。

## 著作
- 向上会 編「降誕会の意義」『釈尊』文明堂、1906年5月、99-105頁。 NCID BB07690586。全国書誌番号:40043945 NDLJP:816611。
- 『教科書を中心としたる小学校教育に就て』新更会刊行部、1932年2月。全国書誌番号:44053626 NDLJP:1457470。

## 家族
- 父・芝田惠潮
- 妻・たつ - 株仲買で巨富を築いた林小兵衛の娘。
- 長男・徹男 - 妻の母方祖父に山田彦八。高島屋創業家の飯田慶三（2代目飯田新七の孫）と相婿。

## 栄典
- 1940年（昭和15年）8月15日 - 紀元二千六百年祝典記念章[5]

## 関連文献
- 舘かおる 「芝田徹心」（下中邦彦編 『日本人名大事典 現代』 平凡社、1979年7月）